# Домінік Райтер
Домінік Райтер (нім. Dominik Reiter, нар. 4 січня 1998, Гріскірхен) — австрійський футболіст, півзахисник грузинського клубу «Динамо» (Тбілісі). Виступав також за низку австрійських клубів.

## Клубна кар'єра
Домінік Райтер народився 1998 року в місті Гріскірхен, та є вихованцем футбольної школи клубу ЛАСК (Лінц). У 2016 році Райтера перевели до головної команди клубу, і до 2018 року він також паралельно грав за резервну команду клубу ЛАСК «Юніорс». У 2018 році керівництво клубу віддало футболіста в оренду до клубу «Вінер-Нойштадт», з якої він повернувся в 2019 році, після чого грав у складі клубу ЛАСК до 2021 року.
З 2021 до 2024 року Домінік Райтер захищав кольори клубу «Альтах». У 2024 році футболіст став гравцем грузинського клубу «Динамо» (Тбілісі).

## Виступи за збірну
У 2017 році Домінік Райтер зіграв 2 матчі у складі юнацької збірної Австрії.